# Patrik Divković
Patrik Divkovič, född 4 juni 1999, är en slovensk taekwondoutövare. 

## Karriär
I maj 2022 vid EM i Manchester tog Divkovič brons i 87 kg-klassen. I juni 2023 vid europeiska spelen i Kraków-Małopolska tog han silver i 87 kg-klassen efter en finalförlust mot kroatiske Ivan Šapina.
Vid olympiska sommarspelen 2024 i Paris blev Divkovič utslagen i åttondelsfinalen i +80 kg-klassen av norske Richard Ordemann.